# Тульнербах
Тульнербах (нем. Tullnerbach) — торговая община в Австрии, в федеральной земле Нижняя Австрия. Входит в состав округа Санкт-Пёльтен (до 2017 года относилась к ныне упразднённому округу Вин-Умгебунг). Население составляет 2905 человек (на 1 января 2020 года). 

## География
Коммуна расположена в Венском Лесу и вытянута с юга на север. При этом, основные заселенные территории находятся на юге. Полная площадь составляет 20,24 км², примерно 72 % которой покрыто лесом.
Состоит из единственной одноименной кадастровой общины. Делится на три населенных пункта: Тульнербах-Лавис (Tullnerbach-Lawies, 1642), Ирененталь (Irenental, 950) и Унтертульнербах (Untertullnerbach, 313). Численность населения приведена по состоянию на 1 января 2020 года.